# パテントモデル

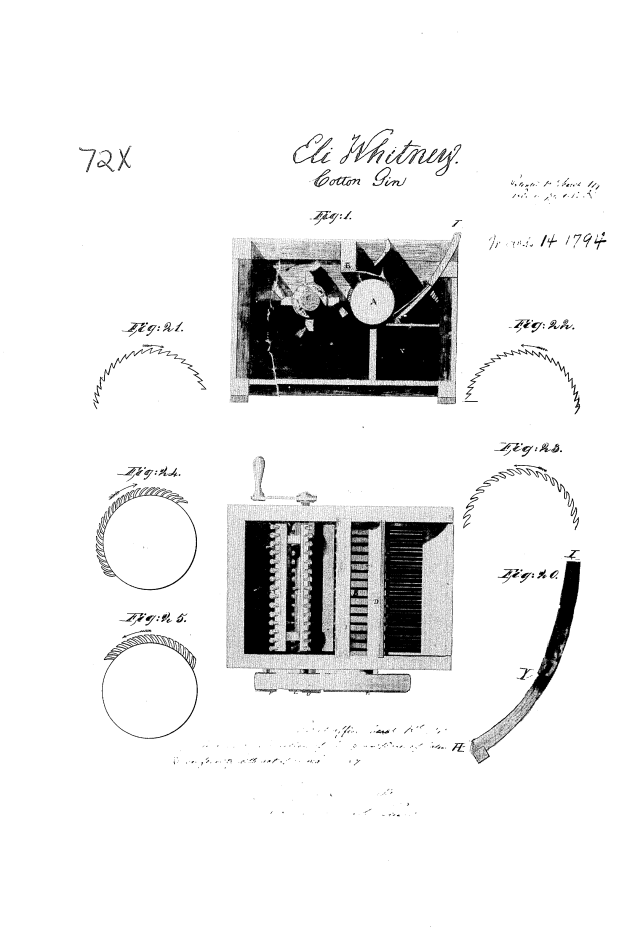
イーライ・ホイットニーの綿繰り機のパテントモデル

パテントモデル(patent model)は、発明がどのように機能するかを示す12インチ×12インチ×12インチ（約30cm × 30cm × 30cm）以下の大きさのミニチュアモデルである。初期の米国の特許システムにおける興味深い特徴である。
初期の発明者の中には技術又は法的訓練をほとんど受けていなかった者もおり、発明の新たな特徴を書面と多数の図で説明する正式な特許出願書類を提出することが難しかった。

## 歴史
アメリカ合衆国では、パテントモデルは1790年から1880年まで要求された。アメリカ合衆国議会が1870年に法的要件を廃止したが、米国特許商標庁 (USPTO) は1880年までこの要件を維持していた。
1790年7月31日、発明家のサミュエル・ホプキンスは米国で初めて特許を取得した人物となった。彼が特許を取得した発明は「新たな装置及び過程によるカリの製造」の改良であった。これらの最も初期の特許法では、各発明の機能するモデルをミニチュアで作成する必要があった。
発明者の中には、20世紀の変わり目にもモデルを提出する者がいた。場合によっては、発明者は先発明者先願手続(en:interference proceeding)における現実の実施化(en:reduction to practice)を証明する証拠として「機能するモデル」を提示したいと思っていた可能性がある。法域の中には、パテントモデルは発明の動作を実証するための補助として留まったものもある。遺伝学に関連する出願では、遺伝物質又はDNA配列のサンプルが必要になることがある。

## 米国特許庁のコレクション

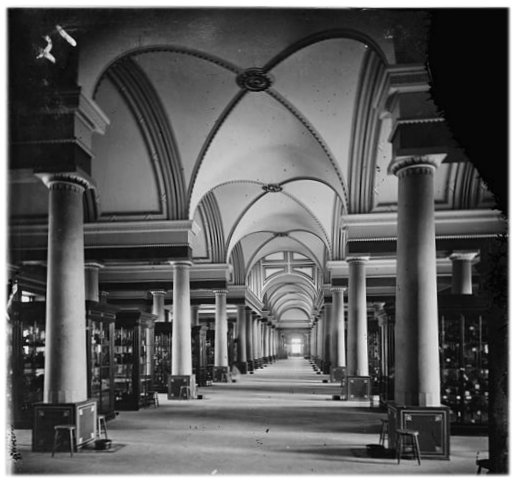
米国特許庁で見られるパテントモデルが入ったケース（1861年）

米国特許庁は、許可された特許のモデルを公開展示していた。モデルのこのコレクションは、1836年と1877年の2度大火に見舞われた。1877年の火災では75,000個のパテントモデルが失われた。
1908年、特許庁は1,000より多いパテントモデルを米国国立博物館に寄贈した。残りのモデルは、数度梱包及び移動され、その後議会が1926年にコレクションの解散することを選択した。スミソニアン博物館は、残りのモデルから最初に選択することを許可され、特許庁から継承したモデルは、現在国立アメリカ歴史博物館の1万を超えるパテントモデルのコレクションの一部を形成している。

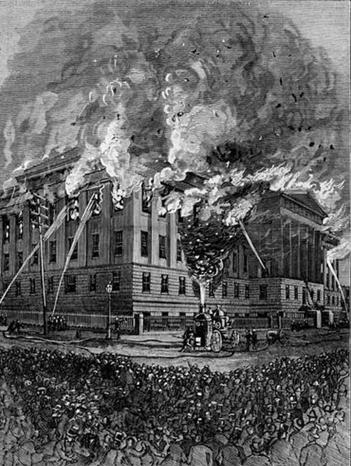
1877年の米国特許庁の火災。これにより75,000個のパテントモデルが失われた。

多くのモデルは1925年に特許庁により売却され、Burroughs-Wellcome Company（現在のグラクソスミスクラインの一部）の創設者であるHenry Wellcome卿により購入された。彼はパテントモデルの博物館を設立するつもりであったが、1929年の株式市場の暴落で財産を失ったが、モデルは保管されていた。彼の死後、コレクションの所有権は何度も変更された。コレクションの大部分は100万ドルとともにCliff Petersonによる非営利の米国パテントモデル財団(United States Patent Model Foundation)に寄贈された。これらのモデルは博物館に入るのではなく、財団により徐々に売却された。多くの法的な争い、購入、再売却が続いた。比較的少量のモデル (4,000個) はロスチャイルド特許博物館(Rothschild Patent Museum)の所有物だったが、2015年にHagley Museum and Libraryに移され、博物館のパテントモデルのコレクションの一部を形成している。Hagley有する5,000を超えるモデルは最大のプライベートコレクションであり、規模はスミソニアンに次いで2番目である。